# Henning Carlsen
Henning Carlsen (* 4. Juni 1927 in Aalborg, Dänemark; † 30. Mai 2014 in Kopenhagen) war ein dänischer Filmregisseur, Filmproduzent, Drehbuchautor und Filmeditor.

## Leben
Henning Carlsen war der Sohn von Svend Julius Carlsen, einem Wollhändler, und Karen Margrethe Ellermann. Von 1948 bis 1953 arbeitete er bei Minerva-Film in Kopenhagen, wo er unter anderem dem Dokumentarfilmer Theodor Christensen assistierte. Von 1953 bis 1957 drehte er für Nordisk Film mehrere Unterrichts- und Dokumentarfilme. Während dieser Zeit studierte er 1995 Film in Paris. Von 1968 bis 1981 war er Direktor des Dagmar Teatret in Kopenhagen. Außerdem arbeitete er vereinzelt als Journalist für Politiken und Dagbladet Information sowie für das dänische Radio. Neben mehrere ehrenamtlichen Tätigkeiten unterrichtete er auch vereinzelt an der Den Danske Filmskole.
Mit Dilemma debütierte Carlsen 1962 als Regisseur für einen Langspielfilm. Seine beiden von ihm inszenierten Spielfilme Hunger und Sie treffen sich, sie lieben sich, und ihr Herz ist voll süßer Musik wurden jeweils mit dem dänischen Filmpreis Bodil als Bester dänischer Film ausgezeichnet. Für Hunger und Un divorce heureux war er jeweils auch für die Goldene Palme bei den Internationalen Filmfestspielen von Cannes nominiert. 2012 erhielt Carlsen den dänischen Filmpreis Robert für sein Lebenswerk. Seinen letzten Film Erinnerung an meine traurigen Huren von 2012 drehte Carlsen nach dem gleichnamigen Roman aus dem Jahr 2004 Erinnerung an meine traurigen Huren (Memoria de mis putas tristes) des kolumbianischen Schriftstellers Gabriel García Márquez.
Von 1949 bis 1969 war Carlsen mit Hjørdis Wirth Jensen verheiratet, ab 1975 in zweiter Ehe mit Else Heidary Christensen. Unter dem Titel Mit Livs Fortraengninger erschien 1998 seine Autobiografie.

## Filmografie (Auswahl)
- 1962: Dilemma
- 1965: Cattorna – Verbotene Zärtlichkeiten (Kattorna)
- 1966: Hunger (Sult)
- 1967: Sie treffen sich, sie lieben sich, und ihr Herz ist voll süßer Musik (Människor möts och ljuv musik uppstår i hjärtat)
- 1975: Un divorce heureux
- 1986: Die Augen des Wolfes (Oviri)
- 2011: Erinnerung an meine traurigen Huren (Memoria de mis putas tristes)